# Long Hồ, Sán Đầu
Đã đưa tham số không hợp lệ vào hàm {{#coordinates:}}
Long Hồ (tiếng Trung: 龙湖区; bính âm: Lónghú qū) là một khu (quận) thuộc thành phố Sán Đầu, tỉnh Quảng Đông, Cộng hòa Nhân dân Trung Hoa

## Nhai đạo
- Châu Trì (珠池)
- Kim Hà (金霞)
- Tân Tân (新津)
- Long Tường (龙祥)
- Âu Đinh (鸥汀)

## Trấn
- Ngoại Sa (外砂)
- Tân Khê/Tân Hoát (新溪)